# Маґнус Вассен
Маґнус Вассен (швед. Magnus Wassén, 1 вересня 1920 — 23 червня 2014) — шведський яхтсмен.
Бронзовий призер Олімпійських Ігор 1952 року в класі 5,5 метра.